# Кублицкие
Кублицкие и Кублицкие-Пиоттухи (пол. Kublicki-Piotuch) — дворянский род герба Прус 3-й, восходящий к XVI веку.
Одна ветвь Кублицких с середины XVII века, после покорения Смоленска, была в русском подданстве. Род Кублицких и Кублицких-Пиоттухов внесён в VI и I часть родословных книг Виленской, Витебской, Могилёвской и Смоленской губерний.